# Synagoga Jakuba Finkelberga w Łodzi
Synagoga Jakuba Finkelberga w Łodzi – prywatny dom modlitwy znajdujący się w Łodzi przy ulicy Południowej 18, obecnie Rewolucji 1905 roku.
Synagoga została zbudowana w 1893 roku z inicjatywy Jakuba Finkelberga, Majera Wolfa Bermana i Abrama Markowicza. Mogła ona pomieścić 30 osób. Podczas II wojny światowej hitlerowcy zdewastowali synagogę.